# BK FINEC St. Petersburg
Der BK FINEC St. Petersburg (russisch Бадминтонный клуб ФИНЭК Санкт-Петербург) ist ein russischer Badmintonverein der Staatlichen Universität für Wirtschaft und Finanzen Sankt Petersburg (FINEC).

## Geschichte
Der Badmintonklub wurde 2003 gegründet. In kurzer Zeit avancierte er zu einem der besten Klubs Russlands. Nach drei Jahren in Liga A stieg der Klub 2006 in die russische Superliga auf.

## Bekannte Spieler
- Nikolai Ukk
- Victor Maljutin
- Yuliya Kazarinova
- Valeria Rojdestvenskaya
- Ksenia Polikarpova
- Przemysław Wacha